# На вагу золота
«На вагу золота» — радянський художній фільм 1983 року, знятий режисером Євгеном Шерстобітовим на Кіностудії ім. О. Довженка.

## Сюжет
Колишній бойовий командир Завгородній призначається начальником Сиваських соляних промислів. Сіль для молодої держави — на вагу золота. Завгородньому належить відновити роботу промислів, незважаючи на жорстокий опір білогвардійців.

## У ролях
- Іван Гаврилюк — Марко Завгородній
- Наталія Красноярська — Марфа
- Роман Хомятов — Михайло Васильович Фрунзе
- Андрій Подубинський — Лохматовський
- Анатолій Юрченко — Чудненко
- Микола Гаврилов — Микола Іванович, начальник станції
- Наталія Волчек — Яринка
- Ігор Бородін — Антипко
- Віктор Степаненко — Карп'юк
- Артур Ніщонкін — Молибога
- Микола Олійник — Похмурий
- Георгій Дворников — Гиря
- Галина Самохіна — Дар'я
- Валерій Панарін — Дорошенко
- Володимир Костюк — боєць
- Сергій Гаврилюк — боєць
- Юрій Мисенков — Давидов
- Владислав Пупков — Швандя
- А. Малишев — епізод
- Анатолій Соколовський — ад'ютант Фрунзе
- Олександр Чернявський — епізод
- Валентин Грудинін — биндюжник
- Микола Гудзь — биндюжник
- Валерій Свищов — биндюжник
- Олександр Толстих — куркуль
- Костянтин Артеменко — куркуль
- Осип Найдук — епізод
- Володимир Кисленко — залізничник
- Ірбек Персаєв — епізод
- Іван Матвєєв — Петрович, селянин
- Сергій Свєчников — епізод
- В'ячеслав Дубінін — епізод
- Анатолій Грошевой — епізод
- Віктор Андрієнко — епізод
- Віктор Поліщук — епізод

## Знімальна група
- Режисер — Євген Шерстобітов
- Сценарист — Анатолій Славута-Логвиненко
- Оператори — Михайло Чорний, Олександр Чорний
- Композитор — Михайло Бойко
- Художник — Валерій Новаков